# António dos Santos (Fußballspieler)
António Carlos dos Santos (* 3. Oktober 1979 in Guaíra) ist ein ehemaliger brasilianischer Fußballspieler und heutiger -trainer.

## Karriere
Sein Jugendverein in Brasilien war der FC Marechal Rondon. Er suchte sein Glück in Europa und spielte für die schweizerischen Vereine Grasshoppers 2 (U 21), FC Winterthur, FC Frauenfeld und FC Baden. Danach begann er seine Profi-Karriere 2002 beim FC Schaffhausen. 2003 wechselte er zum FC Thun, kehrte jedoch Anfang 2005 wieder zum FC Schaffhausen zurück, bei welchem er erneut ein halbes Jahr blieb.
Danach wechselte der Mittelfeldspieler ablösefrei zu den Grasshoppers Zürich, bei denen er sich als Stammspieler durchsetzen konnte. Aufgrund von Verletzungen, die er bei einem Autounfall erlitt, fiel er ab März 2008 für rund sieben Monate aus, ehe er ab November 2008 wieder Spiele für den Verein bestritt. Für die Saison 2009/10 wurde er im Tausch gegen Guilherme Afonso an den FC Sion verliehen. Im April 2010 wurde ihm von Seiten des FC Sion fristlos gekündigt, nachdem er am Vorabend vor einem Punktspiel gemeinsam mit seinen Mannschaftskameraden Aleksandar Mitreski und Aleksandar Prijović ein Spielcasino besucht hatte. Im Mai unterschrieb der 30 Jahre alte dos Santos einen Zweijahresvertrag mit dem bulgarischen Erstligisten FC Tschernomorez Burgas. Er wechselte ablösefrei nach Bulgarien, wo er bis August 2011 blieb, als der FC Tschernomorez Burgas wegen finanzieller Probleme den Vertrag auslöste. Danach kehrte er erneut zum FC Schaffhausen zurück. Dort spielte er noch bis 2015 in der Profimannschaft des Vereins und ließ anschließend bis 2017 seine Spielerkarriere in der zweiten Mannschaft ausklingen.
Parallel dazu begann er im Jugendbereich der Schaffhausener als Trainer zu arbeiten und übernahm später die Leitung der Fussballschule. Von 2017 bis 2019 assistierte er bei der Profimannschaft den Cheftrainern Boris Smiljanić und Jürgen Seeberger als Co-Trainer und übernahm Anfang 2019 das Training der zweiten Mannschaft des Vereins.